# Leila Ouahabi
Leila Ouahabi El Ouahabi (Mataró, Barcelona, 1993. március 22. –) spanyol válogatott labdarúgó, az angol első osztályú Manchester City védője. Hazája színeiben részt vett a 2019-es világbajnokságon.

## Pályafutása

### Klubcsapatokban
2022. június 8-án kétéves szerződést írt alá a Manchester City csapatához.

## Sikerei, díjai

### Klubcsapatokban
Spanyol bajnok (3):
- Barcelona (3): 2019–20, 2020–21, 2021–22

 Spanyol kupagyőztes (5):
- Barcelona (5): 2017, 2018, 2020, 2021, 2022

 Spanyol szuperkupa-győztes (2):
- Barcelona (2): 2020, 2022

 Copa Catalunya győztes (4):
- Barcelona (4): 2016, 2017, 2018, 2019

Bajnokok Ligája győztes (1):
- Barcelona: 2020–21

Bajnokok Ligája döntős (2):
- Barcelona: 2018–19, 2021–22

### A válogatottban
Spanyolország
- Algarve-kupa győztes: 2017
- Arnold Clark-kupa ezüstérmes (1): 2022[3]

## Statisztikái

### A válogatottban
2022. július 8-al bezárólag
| Válogatott    | Szezon   | Mérk. | Gól |
| ------------- | -------- | ----- | --- |
| Spanyolország |          |       |     |
| 2016          | 6        | 0     |     |
| 2017          | 8        | 1     |     |
| 2018          | 1        | 0     |     |
| 2019          | 14       | 0     |     |
| 2020          | 3        | 0     |     |
| 2021          | 8        | 0     |     |
| 2022          | 6        | 0     |     |
| Összesen      | Összesen | 46    | 1   |

| Spanyolország színeiben szerzett góljai | Spanyolország színeiben szerzett góljai | Spanyolország színeiben szerzett góljai | Spanyolország színeiben szerzett góljai | Spanyolország színeiben szerzett góljai | Spanyolország színeiben szerzett góljai | Spanyolország színeiben szerzett góljai | Spanyolország színeiben szerzett góljai |
| --------------------------------------- | --------------------------------------- | --------------------------------------- | --------------------------------------- | --------------------------------------- | --------------------------------------- | --------------------------------------- | --------------------------------------- |
|                                         |                                         |                                         |                                         |                                         |                                         |                                         |                                         |
| Gól                                     | Dátum                                   | Helyszín                                | Ellenfél                                | Találat                                 | Eredmény                                | Esemény                                 | Forrás                                  |
| 1                                       | 2017. március 8.                        | Algarve Stadion, Loulé                  | Kanada                                  | 1–0                                     | 1–0                                     | Algarve-kupa                            | [ 4 ]                                   |